# Радіо «Котермак»
«Радіо Котермак» (Radio Kotermak) — українська недержавна радіостанція, відома як перше «мандрівне» інтернет-радіо Дрогобича, засноване у 2017 році місцевими журналістами - Євою Райською, Роксоланою Буяк, спільно з актором Олександром Максимовим.
Слоган: «незбагненно осягнути простір неба».

## Життєпис
Станцію засновано у червні 2017 року, офіційна презентація відбулася 1 липня того ж року. За основу назви було взято постать відомого дрогобичанина епохи Відродження - Юрія Котермака, відомого як Юрій Дрогобич.     

## Формат
Формат радіостанції − музично-розмовний, включає у себе кілька циклів передач, авторами яких є відомі люди у культурному житті Дрогобича (Андрій Юркевич, Левко Скоп, Амет Бекіров та самі засновники радіо). Основна музична складова каналу: indie, rock, jazz, classic.
Серед гостей студії були Ярина Квітка (вокалістка гурту Folknery), професор Віденського університету Міхаель Мозер (президент міжнародної організації україністів), гурт "Без обмежень", співачка Лама, письменник Марк Лівін, Ірен Роздобудько, Андрій Бондар та інші.

## «Мандрівна» студія
Ведучі проводять ефіри з різних локацій. Це може бути кав'ярня, музей або інше публічне місце Дрогобича (та його околиці, зокрема с.Нагуєвичі), а також Львів, або ж Люблін.